# 堺市立英彰小学校
堺市立英彰小学校（さかいしりつ えいしょう しょうがっこう）は、大阪府堺市堺区にある公立小学校。
堺市の旧市街南西部を校区とする。校名の「英彰」には、「彰（あきら）かに英（ひい）でた」という意味が込められている。堺市立小学校の中では唯一、地名以外を由来とする校名を採用している。
1951年に制定された校歌は、卒業生でもある詩人・安西冬衛が作詞を、また同じく卒業生の作曲家・飯田信夫が作曲を手がけている。

## 沿革
堺市宿院尋常小学校（堺市立少林寺小学校の前身）より分離し、また堺市市尋常小学校（現在の堺市立市小学校）の一部も加えて、1901年に創立した。当初は宿院町西1丁（1938年-1996年までの堺市民病院敷地、現在のさかい利晶の杜周辺）に校舎があったが、1937年に現在地に移転した。
太平洋戦争の戦災の影響で、堺大空襲で校区一帯が被災した堺市立南旅籠小学校を終戦直後の1948年に合併している。

### 年表
- 1901年12月 - 堺市英彰尋常小学校として創立。
- 1937年 - 現在地に移転。
- 1941年4月1日 - 国民学校令により、堺市英彰国民学校に改称。
- 1947年4月1日 - 学制改革により、堺市立英彰小学校に改称。
- 1948年 - 堺市立南旅籠小学校を合併。
- 1969年 - 校地に堺市立英彰幼稚園を併設。
- 1995年 - 堺市立英彰幼稚園を廃止。

## 通学区域
- 堺市堺区 大浜北町1丁・2丁 、大浜北町3丁（3街区～12街区）、大浜北町4丁（3街区～5街区）、大浜中町、大浜西町、大浜南町、宿院町西、少林寺町西、新在家町西、出島海岸通、出島西町、出島浜通、寺地町西、中之町西、南旅篭町西、南半町西

卒業生は堺市立大浜中学校に進学する。

## 出身者
- 安西冬衛 - 詩人
- 飯田信夫 - 作曲家
- 粥川伸二 - 日本画家
- 山本容子 - 版画家、挿画家
- 甲斐行夫 - 検事総長

## 交通
- 南海本線 堺駅 下車、南西へ約750m（徒歩約10分）
- 阪堺線 寺地町停留場 下車、北西へ約600m（徒歩約5分）
- フェニックス通り（宿院通り） 住吉橋西詰交差点を川沿い南へすぐ